# Polityka fiskalna
Polityka fiskalna (łac. fiscus – koszyk lub skrzyneczka z wikliny do przechowywania pieniędzy) – ogół działań państwa polegających na wykorzystaniu instrumentów fiskalnych, takich jak podatki i inne daniny publiczne, wydatki, deficyt publiczny, dług publiczny, udzielane gwarancje i poręczenia kredytowe dla podmiotów gospodarczych, wpływających na budżet państwa w celu osiągnięcia określonych celów fiskalnych i pozafiskalnych.
Obok polityki pieniężnej jest jedną z głównych polityk makroekonomicznych. Jest wykorzystywana do wpływania na zagregowany popyt, najczęściej z jednoczesnymi celami utrzymania na jak najniższym poziomie bezrobocia i niezwiększania nadmiernie poziomu inflacji.
Kształt polityki fiskalnej wyznaczany jest przez władze fiskalne, do których zalicza się: parlament, rząd, ministra finansów, aparat skarbowy.

## Cele polityki fiskalnej
Wśród celów polityki fiskalnej wyróżnia się:
- Cele fiskalne tj.:
  - zaspokojenie popytu państwa na pieniądz, przejmowanego od podmiotów znajdujących się poza jego strukturami tj. od gospodarstw domowych i przedsiębiorstw.
- Cele pozafiskalne tj.:
  - promowanie wzrostu gospodarczego,
  - łagodzenie niesprawności mechanizmu rynkowego,
  - ograniczenie cykliczności procesów gospodarczych,
  - walka z bezrobociem,
  - ograniczenie nadmiernego zróżnicowania dochodów,
  - walka z nieuczciwą konkurencją,
  - ograniczenie negatywnych efektów zewnętrznych.

## Instrumenty polityki fiskalnej
Do instrumentów polityki fiskalnej zalicza się:
- Instrumenty makroekonomiczne, tj.:
  - dochody budżetu państwa,
  - wydatki budżetu państwa,
  - deficyt i nadwyżki budżetowe,
  - dług publiczny.

- Instrumenty mikroekonomiczne, tj.:
  - podatek,
  - opłata,
  - cło,
  - dotacja,
  - subwencja,
  - bon skarbowy,
  - obligacja skarbowa,
  - poręczenia i gwarancje rządowe.

## Spór o politykę fiskalną
Rozróżnia się politykę fiskalną ekspansywną (polegającą na zwiększaniu wydatków państwa i/lub zmniejszaniu podatków) oraz restrykcyjną (polegającą na zmniejszaniu wydatków państwa i/lub zwiększaniu podatków).
W teorii finansów publicznych trwa spór o cele i formę polityki fiskalnej. 
Zgodnie z wkładem keynesizmu do ekonomii głównego nurtu, polityka fiskalna powinna być dostosowana do cyklu koniunkturalnego – w czasie spowolnienia oddziaływać ekspansywnie, poprzez zwiększenie zagregowanego popytu, w celu zwiększenia produkcji i zmniejszenia bezrobocia, natomiast w czasie boomu gospodarczego działać kontrakcyjnie, w celu redukcji długu publicznego i ryzyka powstania baniek spekulacyjnych. 
Zdaniem zwolenników zrównoważonego budżetu, z reguły monetarystów i przedstawicieli nowej klasycznej ekonomii, polityka fiskalna powinna być prowadzona tak, by wydatki równały się dochodom i nie występowało zjawisko deficytu budżetowego. Ich zdaniem ekspansywna polityka fiskalna prowadzi do poprawy koniunktury i zwiększenia zatrudnienia tylko w krótkim okresie lub w ogóle nie prowadzi do zwiększania zagregowanego popytu. 
W wykorzystaniu polityki fiskalnej pojawiają się pewne trudności, związane m.in. z opóźnieniem czasowym i niepewnością jej skutków, a w odniesieniu do ekspansywnej polityki fiskalnej dodatkowym ograniczeniem może być także deficyt budżetowy. Podstawową częścią składową polityki fiskalnej jest polityka podatkowa, określająca cele poboru podatków oraz sposoby ich realizacji. 
Polityka fiskalna pomaga w stabilizacji gospodarki narodowej tak długo, jak długo instytucje rządowe śledząc trendy rynkowe są w stanie skutecznie przewidywać ich makroekonomiczne skutki swoich działań i podejmować działania. Nowoczesny system fiskalny bazuje również na systemowych mechanizmach pełniących rolę automatycznych stabilizatorów gospodarki. Pozwalają one zwiększyć stabilność gospodarki z niewielkim udziałem arbitralnych decyzji rządu. Do automatycznych stabilizatorów należą m.in.: progresywny i procentowy system podatkowy, zasiłki dla bezrobotnych i transfery socjalne.